# Rafael Català i Moros
|  | Per a altres significats, vegeu «Rafael Català (desambiguació)». |

Rafael Català i Moros (Sagunt, 1944) és un poeta valencià.
Relacionat professionalment amb l'animació socio-cultural, va col·laborar en la gestació de revistes poètiques com ara Grama (1968), Boreal (1972) i Escarpe (1974), totes tres mortes en flor, i amb més fortuna en la revista de creació Abalorio, on ha publicat a més de poemes circumstancials, la separata Destrucció de la paraula o inici del silenci?, amb il·lustracions de l'artista Manuel Bellver i Bayo. El 1987 aparegué el seu poemari Les despulles del somni  en la col·lecció Ardeas de Poesia, on l'any 2000, en col·laboració amb el també poeta Antoni Gómez i Giménez, tingué cura de l'antologia Elogi de la constància. Va ser recollit en Antologia de poetes saguntins (1980). L'any 1986, en col·laboració amb l'artista Manuel Bellver i Bayo, va editar la carpeta d'art i poesia Inventari. Posteriorment ha publicat els llibres Epíleg a Set i mig editorial de poesia, L'amarga puresa del do a Perifèrics edicions, Cant de manobre a Llibres de L'Aljamia i Temps de frisança a Brosquil edicions.

## Obra

### Poesia
- Destrucció de la paraula o inici del silenci?, 1985
- Inventari, 1993
- Les despulles del somni, 1997
- Epíleg, 2001
- L'amarga puresa del do, 2004
- Cant de manobre, 2006
- Temps de frisança, 2008

## Premis
- IV Premi de Poesia Jaume Bru i Vidal-Camp de Morvedre
- Premi Josep Maria Ribelles de Poesia 2007